# Siergiej Szawło
Siergiej Dmitrijewicz Szawło, rus. Сергей Дмитриевич Шавло, ukr. Сергій Дмитрович Шавло, Serhij Dmytrowicz Szawło (ur. 4 września 1956 w Nikopolu, w obwodzie dniepropetrowskim) – rosyjski piłkarz pochodzenia ukraińskiego, grający na pozycji pomocnika, były reprezentant ZSRR, trener piłkarski.

## Kariera piłkarska

### Kariera klubowa
Wychowanek Szkoły Piłkarskiej Trubnyk Nikopol. W 1974 rozpoczął karierę piłkarską w klubie Elektrons Ryga, skąd w następnym roku przeszedł do Daugavy Ryga. W 1977 został piłkarzem Spartaka Moskwa. W 1983 występował w Iskrze Smoleńsk, po czym powrócił do Spartaka. W 1986 przeniósł się do innego moskiewskiego klubu Torpedo Moskwa. W lipcu 1987 jako jeden z pierwszych radzieckich piłkarzy wyjechał za granicę, gdzie bronił barw austriackich klubów Rapid Wiedeń, Favoritner AC, Eintracht Wiedeń, SV Gerasdorf oraz FC Laxenburg. W 1997 zakończył karierę zawodową.

### Kariera reprezentacyjna
5 września 1979 debiutował w narodowej reprezentacji ZSRR w towarzyskim meczu z NRD. Łącznie rozegrał 19 meczów. W 1980 bronił barw olimpijskiej reprezentacji ZSRR, z którą zdobył brązowe medale Letnich Igrzysk Olimpijskich:

## Kariera trenerska
Jeszcze będąc piłkarzem od 1994 prowadził drużynę juniorów Rapidu Wiedeń. Po zakończeniu kariery zawodniczej w latach 1999–2002 pracował na stanowisku trenera-konsultanta Rapidu. W sezonie 2001/02 prowadził austriacki FC Brunn, po czym wrócił do Rosji, gdzie najpierw trenował drużynę rezerw klubu Torpedo-Metałłurg Moskwa, a potem szukał talenty piłkarskie dla Spartaka Moskwa. Latem 2005 objął stanowisko dyrektora generalnego klubu Spartak Moskwa. Po wygaśnięciu kontraktu zadecydował opuścić zajmowane stanowisko.

## Sukcesy i odznaczenia

### Sukcesy klubowe
- mistrz ZSRR: 1979
- wicemistrz ZSRR: 1980, 1981, 1984,1985
- brązowy medalista Mistrzostw ZSRR: 1982
- zdobywca Pucharu ZSRR: 1986
- finalista Pucharu ZSRR: 1981
- mistrz Austrii: 1988

### Sukcesy reprezentacyjne
- brązowy medalista Letnich Igrzysk Olimpijskich: 1980

### Sukcesy indywidualne
- 6-krotnie wybrany do listy 33 najlepszych piłkarzy ZSRR: 
  - Nr 1: 1984
  - Nr 2: 1979, 1980
  - Nr 3: 1978, 1981, 1982

### Odznaczenia
- tytuł Mistrza Sportu ZSRR: 1978
- tytuł Mistrza Sportu Klasy Międzynarodowej: 1979